# Павленко Іван Анатолійович
 Іва́н Анато́лійович Павле́нко — полковник Збройних сил України, начальник радіоелектронної боротьби — начальник управління РЕБ Командування Сил підтримки ЗСУ. Учасник російсько-української війни.

## Життєпис
Іван Павленко народився в місті Глухів на півночі Сумщини. Після закінчення загальноосвітньої школи вступив до військового училища, потім — академія ППО в Харкові та служба у військовій частині електронної боротьби.
У 2014—2015 роках він багато часу провів у зоні АТО на сході України. Згодом навчався в Сполучених Штатах Америки, де отримав диплом освітнього ступеня магістра.
На 2021 рік — начальник радіоелектронної боротьби — начальник управління РЕБ Командування Сил підтримки.

## Нагороди
- орден Богдана Хмельницького III ступеня (2022) — за особисту мужність і самовіддані дії, виявлені у захисті державного суверенітету та територіальної цілісності України, вірність військовій присязі[1][3].